# Federación de Estudiantes de la Pontificia Universidad Católica de Valparaíso
La Federación de Estudiantes de la Pontificia Universidad Católica de Valparaíso (FEPUCV) es el organismo oficial de representación de los estudiantes de dicha universidad.
Cuenta con una Mesa Directiva de seis miembros (Presidencia de Federación), Consejería Superior, Consejerías de Facultad y Centros de Estudiantes. Todos los cargos son elegidos por elección popular y directa por un período de un año.
Algunos de sus exdirigentes han logrado insertarse en cargos de elección popular.

## Organización
Está gobernada por un órgano gubernamental colegiado, la Mesa Ejecutiva, cuyas autoridades son escogidas mediante elecciones directas en las que participa el estudiantado que integra cada carrera profesional de la universidad. Es aquella masa electoral la que otorga el mandato a la lista electa, la que debe desempeñarse en el cargo ejecutivo durante un año.
El gobierno estudiantil resultante sesiona mediante instancias llamadas «Consejo General de Estudiantes» (CGE), el cual es un espacio de consulta y toma de decisiones. Este consejo posee un carácter convocante de representaciones estudiantiles como centros de estudiantes (CEE), consejerías superiores y consejerías de facultad, todo lo cual está presidido por dicho gobierno universitario: la Federación, la cual es interlocutora de su gremio frente a las autoridades universitarias –incluyéndose el rector–. Asimsmo, el deber de la Federación de acuerdo a los estatutos internos de la PUCV es rendir cuentas a los estudiantes y CEE, los que también pueden incidir en la toma de decisiones generando consultas, dudas, propuestas y levantando mociones de paralización.

## Historia
Fundada en la segunda mitad del siglo XX, la Federación de Estudiantes de la Pontificia Universidad Católica de Valparaíso (FEPUCV) emergió como una entidad destacada tanto a nivel local como nacional en la década de 1960. En 1963, desempeñó un papel crucial en la formación del Sindicato N°1 de Funcionarios de la universidad. Cuatro años más tarde, en 1967, su participación fue significativa en el proceso de Reforma Universitaria en Chile durante el gobierno de Eduardo Frei Montalva.
Durante esa época, la FEPUCV fue un actor relevante en el movimiento estudiantil que abogaba por un enfoque de "co-gobierno" y una universidad más abierta. Sus acciones influenciaron las demandas de democratización en diversas instituciones educativas del país, como la Pontificia Universidad Católica de Chile (PUC), la Universidad Técnica Federico Santa María, la Universidad de Chile, la Universidad Técnica del Estado y la Universidad de Concepción. Sin embargo, este impulso reformista provocó una reacción conservadora, manifestada en la creación del Movimiento Gremial en la PUC en 1968, extendiéndose luego a la PUCV, donde llegó a presidir la federación en 1972.
El golpe de Estado de septiembre de 1973 coincidió con un movimiento gremial oficialista que respaldó la intervención militar y la subsiguiente dictadura de Augusto Pinochet. A pesar de ello, las presidencias de la federación tendieron a ser predominantemente estudiantiles y apolíticas. Esta dinámica cambió en 1983 con la elección de Manuel Tobar como presidente de la federación, en un contexto marcado por las Jornadas de Protesta Nacional (1983–1986) y la gradual apertura política conocida como la "Primavera de Jarpa", liderada por el ministro del Interior Sergio Onofre Jarpa, aunque cuestionada por los abusos cometidos por los organismos de seguridad del régimen.
El clima de crítica hacia Pinochet facilitó el ascenso de la Juventud Demócrata Cristiana (JDC) en las elecciones estudiantiles de la FEPUCV, hegemonía que mantuvieron durante gran parte de la era de la Concertación (1990–2010), hasta que en 2009 fue derrotada por Carla Amtmann, quien inició un ciclo de presidencias de izquierda en la PUCV.
En 2018-2019, la FEPUCV experimentó una breve presidencia del sector reformista, aunque pronto fue eclipsada por otras corrientes progresistas. A pesar de la derrota del proyecto constitucional en el plebiscito constitucional de 2022, estas fuerzas han mantenido su influencia en la federación estudiantil siendo dirigida en los últimos años principalmente por el Frente Amplio y las Juventudes Comunistas.

## Mesa Ejecutiva actual
La Mesa Ejecutiva fue elegida los días 18 y 19 de noviembre de 2024, para el periodo 2024-2025. La composición es la siguiente:
- Presidente: Lukas De la Rosa Álvarez (Ingeniería Civil de Minas) / Frente Amplio
- Vicepresidenta: Teresita Olivares Peñafiel (Psicología) / Independiente
- Secretaría General: Daniela Monsalve Palma (Geografía) / Independiente
- Secretaría de Finanzas: Isidora Farías Máximo (Ingeniería Comercial) / Frente Amplio
- Secretaría de Bienestar: Daniel Jensen Lagos (Pedagogía en Historia) / Independiente
- Secretaría de Comunicaciones: Thiare Rojas Jofré (Derecho) / Independiente

## Presidentes
| Nombre | Nombre              | Colectividad | Carrera                      | Período         |
| ------ | ------------------- | ------------ | ---------------------------- | --------------- |
|        | Sergio Allard       | —            | —                            | 1966            |
|        | Luciano Rodrigo     | —            | —                            | 1967            |
|        | Eduardo Vio Grossi  | DCU          | Derecho                      | 1968            |
|        | Sergio Spoerer      | MAPU         | —                            | 1969            |
|        | Leonidas Emilfork   | M15J         | Filosofía                    | 1970            |
|        | Jaime Esponda       | MAPU         | —                            | 1971            |
|        | Gonzalo Pineda      | DCU          | —                            | 1971            |
|        | Ramón Alfaro        | DCU          | —                            | 1972            |
|        | Juan Carlos Bull    | MG           | —                            | 1972            |
|        | Cristóbal Silva     | —            | —                            | 1977            |
|        | Jaime Sendra        | —            | —                            | 1981            |
|        | Manuel Tobar        | DCU          | Derecho                      | 1983            |
|        | René Lues           | DCU          | Filosofía                    | 1984            |
|        | Pablo Andueza       | DCU          | Derecho                      | 1985            |
|        | Jorge Bustos        | DCU          | —                            | 1986            |
|        | Esteban Vega        | DCU          | Historia                     | 2007            |
|        | Mauricio Araneda    | DCU          | Ingeniería Civil Industrial  | 2008            |
|        | Carla Amtmann       | CE           | Historia                     | 2009            |
|        | Jorge Sharp         | IA           | Derecho                      | 2010            |
|        | Nataly Espinoza     | IA           | Ingeniería Civil Informática | 2011            |
|        | Pablo Chamorro      | UNE          | Matemática                   | 2012            |
|        | Sebastián Vicencio  | UNE          | Historia                     | 2013            |
|        | Camilo Torres       | UNE          | Ingeniería Civil Química     | 2014 (Interino) |
|        | Jorge Rauld         | IA           | Bioquímica                   | 2014            |
|        | Jorge Rauld         | MA           | Bioquímica                   | 2015            |
|        | Camila Lucero       | IL           | Periodismo                   | 2016            |
|        | Felipe Godoy        | MA           | Derecho                      | 2017            |
|        | Séfora Pinto        | IND          | Kinesiología                 | 2018-2020       |
|        | Edgard Vasconcellos | IND          | Historia                     | 2020-2021       |
|        | Edgard Vasconcellos | JJCC         | Historia                     | 2022            |
|        | Giulia Barattini    | JJCC         | Derecho                      | 2023            |
|        | Javiera Carlesi     | FA           | Historia                     | 2024            |
|        | Lukas De la Rosa    | FA           | Ingeniería Civil de Minas    | 2025            |